# 금윤아
금윤아(1986년 1월 23일 ~ )는 대한민국의 가수, 배우이다.

## 학력
- 서울예술대학교 뮤지컬학과 졸업

## 수상
- 2016년 제1회 무궁화스타 문화예술대상 신인가수상
- 2016년 제1회 한국방송가수대상 뮤지컬가수상
- 2016년 제24회 대한민국문화연예대상 신인가수상
- 2017년 대한민국예술문화 스타대상 신인가수상

## 음반
- 2016년 일어나
- 2019년 사진첩

## 공연
| 기간                               | 제목                   | 배역          | 비고 |
| ---------------------------------- | ---------------------- | ------------- | ---- |
| 2007년 5월 1일 ~ 2009년 12월 31일  | 사랑은 비를 타고       | 유미리        |      |
| 2008년 12월 20일 ~ 2009년 1월 18일 | 달고나                 | 지희          |      |
| 2011년 9월 30일 ~ 2012년 1월 8일   | 기막힌 스캔들          | 우진의 애인   |      |
| 2012년 5월 1일 ~ 2012년 5월 28일   | 기막힌 스캔들 - 대전   | 우진의 애인   |      |
| 2012년 5월 2일 ~ 2012년 6월 3일    | 롤리폴리               | 어린 현주     |      |
| 2013년 2월 2일 ~ 2013년 4월 11일   | 요셉 어메이징          | 아들들의 부인 |      |
| 2013년 4월 6일 ~ 2013년 6월 2일    | 남자가 사랑할 때       | 하윤          |      |
| 2013년 6월 18일 ~ 2013년 8월 11일  | 두 도시 이야기         | 앙상블        |      |
| 2013년 10월 19일, 2013년 10월 20일 | 두 도시 이야기 - 안산  | 앙상블        |      |
| 2013년 12월 6일 ~ 2013년 4월 2일   | 아이 러브 유 비코즈    | 마시          |      |
| 2014년 10월 3일 ~ 2014년 11월 9일  | 아이 러브 쇼보트       | 박해리        |      |
| 2017년 5월 19일 ~ 2017년 7월 23일  | 뮤지컬 〈햄릿〉        | 헬레나        |      |
| 2017년 7월 29일, 2017년 7월 30일   | 뮤지컬 〈햄릿〉 - 제주 | 헬레나        |      |
| 2017년 8월 25일 ~ 2017년 8월 27일  | 뮤지컬 〈햄릿〉 - 성남 | 헬레나        |      |
| 2017년 9월 1일 ~ 2017년 9월 3일    | 뮤지컬 〈햄릿〉 - 대구 | 헬레나        |      |
| 2017년 9월 9일, 2017년 9월 10일    | 뮤지컬 〈햄릿〉 - 부산 | 헬레나        |      |